# Pawieł Pankow
Pawieł Wadimowicz Pankow (ros. Павел Вадимович Панков; ur. 14 sierpnia 1995 w Moskwie) – rosyjski siatkarz grający na pozycji rozgrywającego, reprezentant Rosji.

## Życie prywatne
Pochodzi z rodziny siatkarskiej. Jego tata Wadim Pankow jest trenerem Zarieczja Odincowo, a mama Marina Pankowa również była siatkarką zmarła 5 listopada 2015 roku. Jest bratem siatkarki Jekatieriny Kosjanienko, która obecnie występuje w drużynie Zarieczja Odincowo.

## Sukcesy klubowe
Puchar CEV:
- 2015[2], 2021

Mistrzostwo Rosji:
- 2021
- 2016, 2018
- 2015

Puchar Rosji:
- 2020

Superpuchar Rosji:
- 2021

## Sukcesy reprezentacyjne
Mistrzostwa Europy Kadetów:
- 2013[3]
- 2011

EEVZA:
- 2012

Mistrzostwa Świata Kadetów:
- 2013

Mistrzostwa Świata Juniorów:
- 2013, 2015[4]

Olimpijski Festiwal Młodzieży Europy:
- 2013

Mistrzostwa Europy Juniorów:
- 2014

Letnia Uniwersjada:
- 2015
- 2019

Mistrzostwa Świata U-23:
- 2015
- 2017

Liga Narodów:
- 2018

Igrzyska Olimpijskie:
- 2020

## Nagrody indywidualne
- 2013: Najlepszy zagrywający Mistrzostw Europy Kadetów[5]
- 2013: MVP Mistrzostw Świata Kadetów[6]
- 2013: Najlepszy rozgrywający Olimpijskiego Festiwalu Młodzieży Europy
- 2014: MVP i najlepszy rozgrywający Mistrzostw Europy Juniorów[7]
- 2015: MVP Mistrzostwa Świata Juniorów
- 2020: MVP Pucharu Rosji
- 2021: MVP turnieju finałowego Pucharu CEV